# Шамудовце
Шамудовце (слч. Šamudovce) насељено је мјесто са административним статусом сеоске општине (слч. obec) у округу Михаловце, у Кошичком крају, Словачка Република.

## Становништво
| Година:    | 1994. | 2004.    | 2014.    | 2024.   |
| ---------- | ----- | -------- | -------- | ------- |
| Број људи: | 407   | 554      | 634      | 619     |
| Разлика:   |       | +36,11 % | +14,44 % | -2,36 % |

| Година:    | 2023. | 2024.   |
| ---------- | ----- | ------- |
| Број људи: | 620   | 619     |
| Разлика:   |       | -0,16 % |

Према подацима о броју становника из 2011. године насеље је имало 640 становника.